# Cash Investigation
Cash Investigation è un programma televisivo investigativo francese trasmesso su France 2 dal 27 aprile 2012 . È presentato da Élise Lucet (già conduttrice del quotidiano dell'una sullo stesso canale).
Élise Lucet si impegna a indagare sul "monde merveilleux des affaires", in italiano il "meraviglioso mondo degli affari". Le indagini affrontano gli abusi di grandi aziende, della finanza, del marketing (es. : greening, neuromarketing, lavoro minorile, ecc...), denunciano anche l'uso innapropriato di denaro pubblico, l'evasione fiscale, l'influenza delle lobby, i conflitti di interesse e la manipolazione delle informazioni da parte di spin doctor (consulenti della comunicazione).
Il programma prodotto da Premières Lignes.

## Ambizioni della trasmissione
Nel 2012, durante un'intervista a Télérama, Élise Lucet indica: "L'idea di partenza, era di fermare le campagne di comunicazione delle multinazionali."

## Ascolti
Nel 2018 il programma ha riunito un pubblico medio di 3,1 milioni di telespettatori e 14,1% di share.

## Premi ricevuti
- Premio Louise-Weiss 2012[3]
- CB News 2013 Media Grand Prize per il miglior programma di informazione e doc TV[4]
- Gran Premio della stampa internazionale (televisione) 2014[5]
- Premio della rivista televisiva 2014[6]
- Premio Anticor Etica 2015[7]
- Grand Prix Gilles Jacquier Press'Tival 2015
- Premio Investigazione ai DIG Awards 2015
- Finalista del Premio Albert-Londres 2015
- Premio SCAM[8]
- Premio Pulitzer 2017 per l'inchiesta del consorzio internazionale di giornalisti investigativi sui Panama Papers di cui Cash Investigation fa parte[9][10].
- Premio Europa 2017 per il miglior programma televisivo di attualità e d'inchiesta[11]
- Menzione DIG Student Award ai DIG Awards 2018[12]
- Finalista per il Premio Indagine Lungo ai DIG Awards 2018[13]